# Julodischema
Julodischema is een geslacht van kevers uit de familie  
kniptorren (Elateridae).
Het geslacht is voor het eerst wetenschappelijk beschreven in 1857 door Carl Gustaf Thomson.

## Soorten
Het geslacht omvat de volgende soort:
- Julodischema lacordairei Thomson, 1857